# Lucyna Borek
Lucyna Borek, z d. Reptak (ur. 22 czerwca 1987 w Krośnie) – polska siatkarka, grająca na pozycji libero. Od sezonu 2014/2015 występuje w drużynie KS Developres Rzeszów.
W sezonie 2018/2019 przebywa na urlopie macierzyńskim.

## Sukcesy klubowe
Mistrzostwo Polski:
- 2017